# IC 362
IC 362 је елиптична галаксија у сазвјежђу Еридан која се налази на листи објеката дубоког неба у Индекс каталогу.
Деклинација објекта је - 12° 11' 59" а ректасцензија 4h 16m 42,4s. Привидна величина (магнитуда) објекта IC 362 износи 13,2 а фотографска магнитуда 14,2. IC 362 је још познат и под ознакама MCG -2-11-31, NPM1G -12.0142, PGC 14782.